# Popis druhu

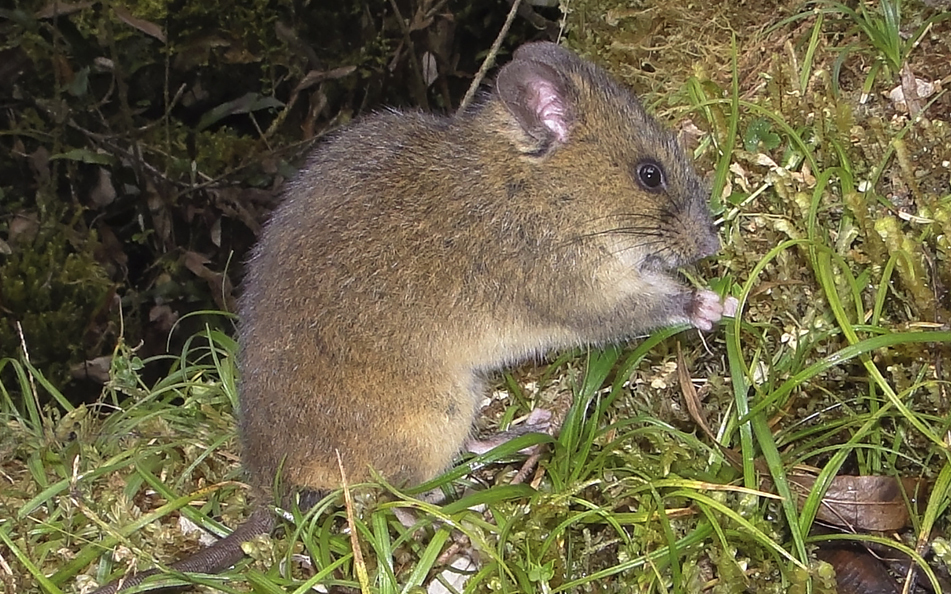
K popisu nových druhů dochází neustále – např. křeček Thomasomys burneoi (na fotografii) byl popsán teprve v roce 2022

Popis druhu označuje formální vědecký popis druhu, který byl moderní vědě dosud neznámý. Nové druhy jsou typicky popsány formou vědeckého článku. Smyslem je podat jasný a srozumitelný popis nového organismu a vysvětlit, jakým způsobem se liší od dosud popsaných druhů. Popis druhu je formálně platný, pokud následuje ustanovené konvence, které byly k tomuto účelu vyvinuty. K těmto konvencím patří následující kodexy (v závorkách jsou uvedeny jejich mezinárodní zkratky):
- Mezinárodní pravidla zoologické nomenklatury (ICZN)

- Mezinárodní kód botanické nomenklatury (ICN)

- Mezinárodní výbor pro klasifikaci virů (ICTV)
- Mezinárodní bakteriologický kód (ICNB)

Studie představující nový druh typicky zahrnuje i fotografie nebo náčrtky. K popisu druhů docházelo již od nepaměti. V zoologii se za nejstaršího vědeckého popisovatele považuje švédský přírodovědec Carl Linné, který standardizoval principy moderní zoologické taxonomie ve svém díle Systema Naturae. Za přelomové se považuje 10. vydání knihy z roku 1758, které je všeobecně uznáváno za počátek moderní zoologické taxonomie.
Popis druhu typicky probíhá zhruba v těchto krocích:
- Získání exempláře – pro vědecký popis druhu je nezbytný uhynulý exemplář druhu, který může být detailně probádán a uchován pro pozdější zkoumání. Tento exemplář se označuje jako holotyp. Často se uchovávají i další vzorky, které ukazují variace téhož druhu, a které se označují jako isotypy nebo paratypy.
- Prostudování exempláře v laboratorních podmínkách – ideálně by mělo dojít k prozkoumání v zemi objevu. Alternativou je prozkoumání v jiné zemi, avšak poté by se ideálně měl holotyp navrátit do země nálezu.
- Pojmenování druhu – je čistě na vědci, který nový druh popsal, jaký druhový název zvolí. Podle konvencí by druhové jméno druhu mělo odkazovat k danému druhu (např. odkazem na jeho morfologii nebo stanoviště), nicméně hlavně v minulost bylo zvykem volit druhové jméno jiného vědce, sponzora sbírek aj. I v moderních dobách se takováto jména občas objevují.
- Zařazení druhu do sbírek – pro uchování holotypů a pozdější zkoumání je nezbytné, aby byl první exemplář pečlivě uchován tak, aby vydržel co nejdéle. To umožňuje např. pozdější extrakci DNA nebo porovnávání s nově objevenými druhy.

Podle studie z roku 2011 bylo dosud popsáno kolem 1,2 milionu druhů z celkových snad ∼8,7 milionů. Odhady celkového počtu druhů se přitom pohybují mezi 5–100 miliony. Mezi lety cca 1990–2010 docházelo k popisu ∼6200 druhů ročně. Vzhledem k současné rychlosti vymírání druhů je tak zřejmé, že většina dosud nepopsaných druhů vyhyne předtím, než dojde k jejich popisu. Většina současných popsaných druhů patří do říše hmyzu. K oblastem nedostatečného popisu patří hlavně mořské organismy.